# Occhi di ghiaccio
Occhi di ghiaccio è il secondo album in studio del rapper Jap, pubblicato nel 2005 dal La Suite Records.

## Tracce
1. Rapper Errante (Intro) (musica: Flesha)
2. Occhi di ghiaccio (testo: Jap – musica: MastroBeat)
3. Quanto basta (testo: Jap – musica: Jimbo)
4. Ne vuoi di più (feat. Zampa) (testo: Jap, Zampa – musica: Jimbo)
5. Notte senza stelle (testo: Jap – musica: Jimbo)
6. Chillin' (Skit)
7. Pugni (testo: Jap – musica: Freeghy)
8. Troppo caldo (feat. Bat One, Jack the Smoker, Asher Kuno & Zampa) (testo: Osteria Lirica, Spregiudicati Team – musica: Jack the Smoker)
9. Un giorno di pioggia (testo: Jap – musica: Flesha)
10. Playground (testo: Jap – musica: Paggio)
11. Gente comune (feat. Zampa) (testo: Jap, Zampa – musica: Jimbo)
12. Crema Whisky (testo: Jap – musica: Paggio)
13. Ferite profonde (testo: Jap – musica: Flesha)
14. Siamo fatti così (feat. Altro Pianeta) (testo: Jap, Altro Pianeta – musica: Freeghy)
15. Occhio per occhio' (testo: Jap – musica: Jimbo)
16. Le cose cambiano (testo: Jap – musica: Jack the Smoker)
17. Outro (musica: Freeghy)
18. Gente comune (Remix) (testo: Jap – musica: Freeghy)